# 재클린 자블론스키
재클린 자블론스키(Jacquelyn Jablonski, 1992년 4월 4일 ~ )는 미국의 모델이다.